# Jean-Marc Fabre
Jean-Marc Fabre (* 7. Juni 1964) ist ein französischer Kameramann.
Jean-Marc Fabre ist seit Ende der 1980er Jahre als Kameramann tätig. Fürs Kino und Fernsehen war er an 60 Produktionen beteiligt. Bei dem Film Beluga von 2007 hat er auch selbst Regie geführt.

## Filmografie (Auswahl)
- 1991: Le ciel de Paris
- 1996: Das Leben: Eine Lüge (Un héros très discret)
- 2001: Vater töten! (Comment j’ai tué mon père)
- 2002: L’adversaire
- 2003: Nathalie (Nathalie…)
- 2003: Gefühlsverwirrungen (Les sentiments)
- 2005: Lemming
- 2006: Ein perfekter Platz (Fauteuils d’orchestre)
- 2007: Ein Tag (1 Journée)
- 2007: Beluga (+ Regie)
- 2008: Crossfire (Les insoumnis)
- 2009: Affären à la carte (Le Code a changé)
- 2009: Le dernier pour la route
- 2010: Das Mädchen von gegenüber (Un balcon sur la mer)
- 2011: Mein liebster Alptraum (Mon pire cauchemar)
- 2011: Unbekannter Anrufer (Le fil d’Ariane)
- 2012: Camille – Verliebt nochmal! (Camille redouble)
- 2013: Eine Hochzeit und andere Hindernisse (Des gens qui s’embrassent)
- 2015: Madame Christine und ihre unerwarteten Gäste (Le grand partage)
- 2017: Ménage à trois – zum Fremdgehen verführt (Garde alternée)
- 2017: Demain et tous les autres jours